# Partido judicial de Montánchez
El partido judicial de Montánchez fue un partido judicial de Cáceres, en la actual comunidad autónoma española de Extremadura, uno de los trece tradicionales en la provincia, extinto en la actualidad.
La división en partidos judiciales del país entró en vigencia en España en 1834. El partido judicial de Montánchez contaba con catorce ayuntamientos y terminaría desapareciendo en la década de 1980. Situado en el sur de la provincia, en el límite con la provincia de Badajoz, lindaba con los partidos judiciales de Trujillo (al este), Cáceres (al norte), Villanueva de la Serena y Don Benito (al sur), y Mérida (al oeste).
Además de la cabeza de partido, Montánchez, incluía los ayuntamientos de Albalá, Alcuéscar, Almoharín, Arroyomolinos de Montánchez, Benquerencia, Botija, Casas de Don Antonio, Salvatierra de Santiago, Torre de Santa María, Torremocha, Valdefuentes, Valdemorales y Zarza de Montánchez.